# Cardiochiles hyalipennis
Cardiochiles hyalipennis är en stekelart som beskrevs av Telenga 1955. Cardiochiles hyalipennis ingår i släktet Cardiochiles och familjen bracksteklar. Inga underarter finns listade.